# Orosz Irén (író)
Orosz Irén (Arad, 1907. szeptember 22. – Kolozsvár, 2001. április 28.) erdélyi magyar író, szerkesztő.

## Életútja
Szülővárosában négy polgárit végzett (1922), majd női szabó-tanuló, itt ismerkedik meg a munkásmozgalommal, s meggyőződéséért börtönbüntetést szenved (1925–26). Brassóban gyári munkás; az illegális kommunista párt aktivistájaként újra elítélik (1928–30). A politikai fogságból szabadulva Aradon a Virradat és A Reggel című lapok riportere (1931–36), később a Brassói Lapok-Népújság dévai szerkesztője (1937–38).
1945-ben Kolozsvárra, az Igazsághoz kerül rovatvezető riporternek, a Dolgozó Nő és Utunk belső munkatársa, majd nyugdíjazásáig (1967) az Utunk főszerkesztő-helyettese. Írásai az Utunk, Korunk, Dolgozó Nő, Femeia, Igazság, Előre hasábjain jelentek meg. Szocialista vívmány-riportjait szívesen fogadták a szerkesztőségek. Találkozás a hosszú úton című, az illegalitás éveit és hőseit idéző könyvét 1956 után a cenzúra utasítására bezúzták.

## Művei
Kötetei: 
- Kaleidoszkóp (novellák, Arad, 1936)
- Zeng a Beszterce völgye. Jegyzetek az épülő V. I. Lenin-vizierőműről; Irodalmi és Művészeti Kiadó, Bukarest, 1953
- Találkozás a hosszú úton (1958)
- Napirendi pont: a boldogság (elbeszélések, 1959)
- Tavaszi üzenet (elbeszélések, 1961)
- Kövér pap vadászó macskája (novellák, 1968)